# Bencsik Mihály
Györgyei és füzesmegyeri Bencsik Mihály (Jászberény, 1670 – Nagyszombat, 1728) ügyész, egyetemi jogtanár.

## Élete
Latin tanulmányait a Jezsuita rend gyöngyösi középiskolájában végezte; innen a nagyszombati egyetemre ment, hol a széptudományok és bölcselet mestere lett 1690-ben; majd a jogtudományok tanulására adta magát és 1691. szeptember 2. a hazai jogból, 1693. január 7. pedig a császári jogból nyilvánosan vitatkozott. Tanulmányai befejeztével ügyvéddé lett, utóbb pedig az esztergomi káptalan és Pozsony vármegye ügyésze, Nagyszombat város tanácsosa s az ottani egyetemnél a hazai jog elméletének húsz éven túl rendes tanára volt. 1712-ben és 1714–1715-ben Nagyszombat városának országgyűlési követségét viselte; ő volt a katolikusok közül az első, ki a magyar közjogot tüzetesen tárgyalta.

## Munkái
- Conclusiones patrio-juridicae ex consvetudinario jure inclyti apostolici regni Hungariae. Tyrnaviae. 1691
- Dissertatio prooemialis cum conclusionibus ex libro I. et II. institutionum imperialium. Uo. 1693
- Novissima diaeta nobilissima principis ss. et oo. inclyti regni Hungariae partiumque eidem annexarum sive propositiones academicae lege nobilitares… jus patriae publicum redolentes. Uo. 1722